# Бабушкинский район (Вологодская область)
Ба́бушкинский райо́н — административно-территориальная единица в Вологодской области России. В рамках организации местного самоуправления в границах района существует муниципальное образование Бабушкинский муниципальный округ (с 2004 до 2022 гг. — муниципальный район).
Административный центр — село имени Бабушкина.

## География
Площадь 7760 км² (5,3 % территории области, 4-е место среди районов). Расстояние до Вологды — 249 км.

## История

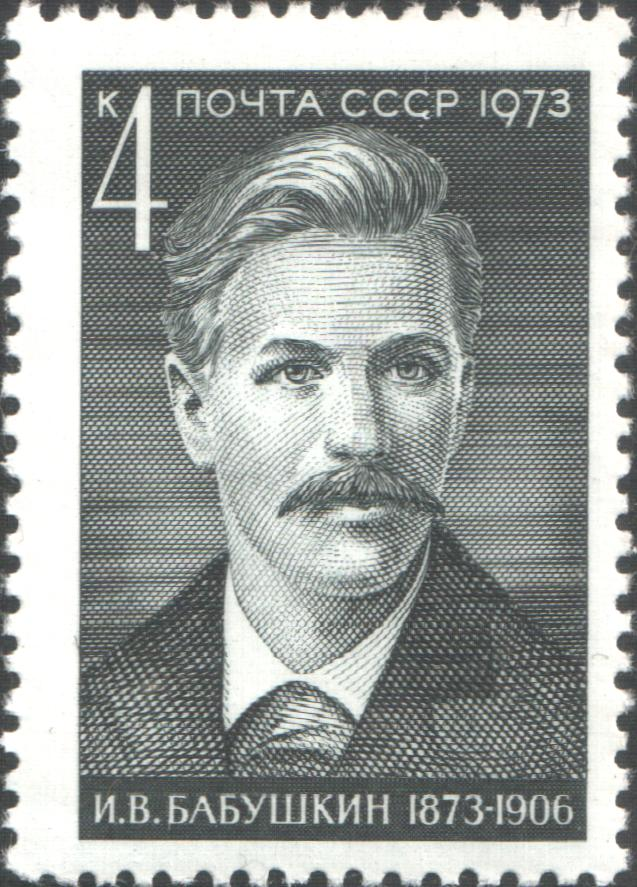
Бабушкин И. В. на почтовой марке СССР

Солёные «подземные моря», таившиеся в недрах земель по реке Леденьге, открылись людям ещё в XV веке. С тех пор на четыре столетия труд на соляных промыслах стал главным занятием леденгцев. Впоследствии здесь возникли целые династии древнерусских «инженеров», как уважительно называли историки добытчиков соли. Они предвосхитили многие приёмы буровой техники, которые используются и сегодня.
Выходцем из такой инженерной семьи был известный революционер Иван Бабушкин, в честь которого после 1917 года было переименовано старинное село Леденгское. Соляные богатства привели некогда в Леденгское отца великого композитора Илью Петровича Чайковского. Будучи начальником Онежского соляного правления, он заботился о благоустройстве села и старался улучшить нелёгкие условия труда на промыслах. С его именем связано открытие первого училища, где занимались дети солеваров. Чайковский создал в Леденгском духовой оркестр, приглашал художников и музыкантов для обучения детей. Благодаря И. П. Чайковскому был разработан первый план застройки села.
Район образован 15 июля 1929 года как Леденгский район Вологодского округа Северного края на части территории прежнего Тотемского уезда Вологодской губернии.
Постановлением ВЦИК от 30 июля 1931 года к Леденгскому району была присоединена территория упразднённого Рослятинского района, но постановлением ВЦИК от 25 января 1935 года Рослятинский район был вновь восстановлен.
После принятия Конституции СССР в 1936 году район оказался в составе Северной области. После разделения Северной области, в соответствии с Постановлением ЦИК СССР от 23 сентября 1937 года, на Вологодскую и Архангельскую, — в составе вновь образованной Вологодской области.
26 февраля 1941 года, в связи с 35-летием со дня смерти И. В. Бабушкина, село Леденьгское было переименовано в село имени Бабушкина, а район — в Бабушкинский.
Указом Президиума Верховного Совета РСФСР от 12 ноября 1960 года к Бабушкинскому району была присоединена часть территории повторно упразднённого Рослятинского района.
С 13 декабря 1962 года по 12 января 1965 года, во время неудавшейся всесоюзной реформы по делению на сельские и промышленные районы и парторганизации, в соответствии с решениями ноябрьского (1962 года) пленума ЦК КПСС «о перестройке партийного руководства народным хозяйством», район в числе многих в СССР был временно упразднён (укрупнён), в то время его территория была передана в состав Тотемского сельского района, а взамен райкома партии был создан партийный комитет — Тотемскское колхозно-совхозное управление, которое осуществляло территориально свои функции на территории бывших Бабушкинского и Тотемского района. Пленум ЦК КПСС, состоявшийся 16 ноября 1964 года, восстановил прежний принцип партийного руководства народным хозяйством. Указом Верховного Совета РСФСР от 12 января 1965 г Бабушкинский район был восстановлен и в нём был образован райком КПСС.

## Население
| 2002    | 2009    | 2011    | 2012    | 2013    | 2014    | 2015    | 2016    | 2017    |
| ------- | ------- | ------- | ------- | ------- | ------- | ------- | ------- | ------- |
| 14 994  | ↘13 632 | ↘13 149 | ↘12 826 | ↘12 598 | ↘12 334 | ↘12 064 | ↘11 908 | ↘11 812 |
| 2018    | 2019    | 2020    | 2021    | 2023    |         |         |         |         |
| ↘11 656 | ↘11 469 | ↘11 268 | ↘9908   | ↘9641   |         |         |         |         |

### Национальный состав
По итогам переписи населения 2020 года проживали следующие национальности (национальности менее 0,1 % и другое, см. в сноске к строке «Другие»):
| Национальность | Численность, чел. | Доля     |
| -------------- | ----------------- | -------- |
| Русские        | 9660              | 97,50 %  |
| Украинцы       | 23                | 0,23 %   |
| Другие         | 225               | 2,27 %   |
| Итого          | 9908              | 100,00 % |

## Территориальное устройство
Административно-территориальные единицы
Бабушкинский район в рамках административно-территориального устройства, включает 15 сельсоветов:
| №  | Сельсовет      | Соответствующее муниципальное образование |
| -- | -------------- | ----------------------------------------- |
| 1  | Бабушкинский   | Бабушкинское СП                           |
| 2  | Березниковский | Березниковское СП                         |
| 3  | Великодворский | Миньковское СП                            |
| 4  | Демьяновский   | Бабушкинское СП                           |
| 5  | Жубрининский   | Рослятинское СП                           |
| 6  | Косиковский    | Бабушкинское СП                           |
| 7  | Кулибаровский  | Миньковское СП                            |
| 8  | Леденьгский    | Бабушкинское СП                           |
| 9  | Логдузский     | Подболотное СП                            |
| 10 | Миньковский    | Миньковское СП                            |
| 11 | Подболотный    | Подболотное СП                            |
| 12 | Рослятинский   | Рослятинское СП                           |
| 13 | Тимановский    | Тимановское СП                            |
| 14 | Фетининский    | Миньковское СП                            |
| 15 | Юркинский      | Миньковское СП                            |

Муниципальные образования

Муниципальные образования c 2016 до 2022 гг.

В рамках организации местного самоуправления в границах района функционирует Бабушкинский муниципальный округ (с 2004 до 2022 года — муниципальный район).
Изначально в составе новообразованного муниципального района в декабре 2004 года были созданы 11 муниципальных образований нижнего уровня со статусом сельского поселения. При этом в его состав были включены два посёлка, относящиеся к Грязовецкому району, и один посёлок, относящийся к Нюксенскому району.
В апреле 2009 года было упразднено Жубрининское сельское поселение (включено в Рослятинское сельское поселение). В июне 2015 года были упразднены Идское и Юркинское сельские поселения (включены в Миньковское); а также Логдузское сельское поселение (включено в Подболотное). В марте-апреле 2016 года было упразднено Демьяновское сельское поселение (включено в Бабушкинское).
С 2016 до 2022 года муниципальный район делился на 6 сельских поселений:
| № | Сельское поселение | Административный центр | Количество населённых пунктов | Население (чел.) | Площадь (км²) |
| - | ------------------ | ---------------------- | ----------------------------- | ---------------- | ------------- |
| 1 | Бабушкинское       | село имени Бабушкина   | 19                            | ↘4550            | 1500,15       |
| 2 | Березниковское     | село Воскресенское     | 14                            | ↘390             | 767,93        |
| 3 | Миньковское        | село Миньково          | 27                            | ↘1716            | 2530,40       |
| 4 | Подболотное        | деревня Кокшарка       | 27                            | ↘1177            | 938,46        |
| 5 | Рослятинское       | село Рослятино         | 27                            | ↘1548            | 1408,85       |
| 6 | Тимановское        | деревня Тиманова Гора  | 14                            | ↘527             | 614,71        |

1 июня 2022 года муниципальный район и все входившие в его состав сельские поселения были упразднены и объединены в Бабушкинский муниципальный округ.

## Населённые пункты
В Бабушкинском районе 123 населённых пункта — 108 деревень, 10 посёлков и 5 сёл. К муниципальному округу относятся 125 населённых пунктов, в том числе посёлки Ида Грязовецкого района и Илезка Нюксенского района. 
| №   | Населённый пункт    | Тип     | Население (чел.) | Бывшее сельское поселение |
| --- | ------------------- | ------- | ---------------- | ------------------------- |
| 1   | Аксёново            | деревня | 9                | Бабушкинское              |
| 2   | Алексейково         | деревня | ↘31              | Тимановское               |
| 3   | Андреевское         | село    | 141              | Рослятинское              |
| 4   | Аниково             | деревня | 100              | Миньковское               |
| 5   | Афаньково           | деревня | 22               | Рослятинское              |
| 6   | Бабья               | деревня | 5                | Рослятинское              |
| 7   | Безгачиха           | деревня | 171              | Подболотное               |
| 8   | Белехово            | деревня | 39               | Миньковское               |
| 9   | Белогорье           | деревня | 0                | Подболотное               |
| 10  | Белокрутец          | деревня | 16               | Подболотное               |
| 11  | Березовка           | посёлок | 240              | Тимановское               |
| 12  | Большой Двор        | деревня | 37               | Бабушкинское              |
| 13  | Борисово            | деревня | 5                | Березниковское            |
| 14  | Будьково            | деревня | 10               | Рослятинское              |
| 15  | Бучиха              | деревня | 108              | Подболотное               |
| 16  | Варнавино           | деревня | 7                | Тимановское               |
| 17  | Васильево           | деревня | 179              | Березниковское            |
| 18  | Великий Двор        | деревня | 187              | Миньковское               |
| 19  | Верхотурье          | деревня | 24               | Подболотное               |
| 20  | Волгино             | деревня | 4                | Березниковское            |
| 21  | Воскресенское       | село    | ↘334             | Березниковское            |
| 22  | Высокая             | деревня | 0                | Рослятинское              |
| 23  | Глебково            | деревня | 40               | Миньковское               |
| 24  | Горка               | деревня | 7                | Березниковское            |
| 25  | Горка               | деревня | 69               | Миньковское               |
| 26  | Горка               | деревня | 6                | Рослятинское              |
| 27  | Городищево          | деревня | 59               | Подболотное               |
| 28  | Грива               | деревня | 3                | Рослятинское              |
| 29  | Грозино             | деревня | 49               | Миньковское               |
| 30  | Грушино             | деревня | 0                | Березниковское            |
| 31  | Демьяновский Погост | деревня | 218              | Бабушкинское              |
| 32  | Демьянцево          | деревня | 6                | Миньковское               |
| 33  | Дмитриево           | деревня | 5                | Березниковское            |
| 34  | Дор                 | деревня | 13               | Тимановское               |
| 35  | Доркин Починок      | деревня | 13               | Тимановское               |
| 36  | Дресвяново          | деревня | 0                | Рослятинское              |
| 37  | Дудкино             | деревня | 90               | Подболотное               |
| 38  | Душнево             | деревня | 67               | Березниковское            |
| 39  | Еремино             | деревня | 55               | Подболотное               |
| 40  | Жилкино             | деревня | 92               | Тимановское               |
| 41  | Житниково           | деревня | 0                | Березниковское            |
| 42  | Жубрино             | деревня | 194              | Рослятинское              |
| 43  | Заборье             | деревня | 87               | Подболотное               |
| 44  | Зайчики             | посёлок | 480              | Рослятинское              |
| 45  | Зеленик             | деревня | 14               | Бабушкинское              |
| 46  | Знамя               | посёлок | 4                | Рослятинское              |
| 47  | Ида                 | посёлок | 473              | Миньковское               |
| 48  | Илезка              | посёлок | 0                | Рослятинское              |
| 49  | имени Бабушкина     | село    | ↘3842            | Бабушкинское              |
| 50  | Исаково             | деревня | ↘21              | Подболотное               |
| 51  | Климовская          | деревня | 5                | Бабушкинское              |
| 52  | Ковшево             | деревня | 0                | Бабушкинское              |
| 53  | Кожухово            | деревня | ↘52              | Рослятинское              |
| 54  | Козлец              | деревня | 120              | Подболотное               |
| 55  | Кокшарка            | деревня | 124              | Подболотное               |
| 56  | Комсомольский       | посёлок | 87               | Миньковское               |
| 57  | Коровенская         | деревня | 0                | Бабушкинское              |
| 58  | Королиха            | деревня | 0                | Бабушкинское              |
| 59  | Коршуниха           | деревня | 6                | Подболотное               |
| 60  | Косиково            | деревня | 149              | Бабушкинское              |
| 61  | Красота             | посёлок | 145              | Рослятинское              |
| 62  | Крутец              | деревня | 30               | Подболотное               |
| 63  | Крюково             | деревня | 64               | Рослятинское              |
| 64  | Кулибарово          | деревня | 229              | Миньковское               |
| 65  | Кунож               | посёлок | 263              | Миньковское               |
| 66  | Леваш               | деревня | 7                | Миньковское               |
| 67  | Легитово            | деревня | 0                | Березниковское            |
| 68  | Леденьга            | посёлок | 23               | Бабушкинское              |
| 69  | Лиственка           | деревня | 7                | Рослятинское              |
| 70  | Логдуз              | деревня | 243              | Подболотное               |
| 71  | Лодочная            | деревня | 9                | Бабушкинское              |
| 72  | Лукерино            | деревня | 38               | Рослятинское              |
| 73  | Льнозавод           | посёлок | 67               | Миньковское               |
| 74  | Ляменьга            | деревня | 57               | Подболотное               |
| 75  | Минькино            | деревня | 0                | Березниковское            |
| 76  | Миньково            | село    | 916              | Миньковское               |
| 77  | Митино              | деревня | 0                | Бабушкинское              |
| 78  | Мулино              | деревня | 8                | Тимановское               |
| 79  | Мумаиха             | деревня | 0                | Рослятинское              |
| 80  | Муравьево           | деревня | 4                | Подболотное               |
| 81  | Нефедово            | деревня | 0                | Подболотное               |
| 82  | Николаево           | деревня | 32               | Подболотное               |
| 83  | Овсянниково         | деревня | 104              | Тимановское               |
| 84  | Пендуз              | деревня | 0                | Подболотное               |
| 85  | Петухово            | деревня | 23               | Миньковское               |
| 86  | Плешкино            | деревня | 111              | Подболотное               |
| 87  | Подболотье          | деревня | 129              | Подболотное               |
| 88  | Подгорная           | деревня | 10               | Бабушкинское              |
| 89  | Подгорная           | деревня | 5                | Тимановское               |
| 90  | Пожарище            | деревня | 27               | Тимановское               |
| 91  | Полюдово            | деревня | 76               | Рослятинское              |
| 92  | Попово              | деревня | 21               | Рослятинское              |
| 93  | Починок             | деревня | 20               | Бабушкинское              |
| 94  | Починок             | деревня | 0                | Миньковское               |
| 95  | Проскурнино         | деревня | 6                | Миньковское               |
| 96  | Пустошь             | деревня | 5                | Миньковское               |
| 97  | Рослятино           | село    | ↗838             | Рослятинское              |
| 98  | Рысенково           | деревня | 8                | Рослятинское              |
| 99  | Свертнево           | деревня | 4                | Миньковское               |
| 100 | Сельская            | деревня | 8                | Рослятинское              |
| 101 | Скоково             | деревня | 106              | Подболотное               |
| 102 | Скородумово         | деревня | 3                | Березниковское            |
| 103 | Сосновка            | деревня | 109              | Подболотное               |
| 104 | Стари               | деревня | 0                | Бабушкинское              |
| 105 | Степаньково         | деревня | 38               | Рослятинское              |
| 106 | Суздалиха           | деревня | ↘52              | Подболотное               |
| 107 | Сумино              | деревня | 0                | Подболотное               |
| 108 | Суходолово          | деревня | 0                | Подболотное               |
| 109 | Талица              | деревня | 0                | Миньковское               |
| 110 | Тарабукино          | деревня | 12               | Бабушкинское              |
| 111 | Тевигино            | деревня | 18               | Миньковское               |
| 112 | Теляково            | деревня | 22               | Миньковское               |
| 113 | Терехово            | деревня | 5                | Рослятинское              |
| 114 | Тиманова Гора       | деревня | 157              | Тимановское               |
| 115 | Тиноватка           | посёлок | 102              | Миньковское               |
| 116 | Тупаново            | деревня | 0                | Бабушкинское              |
| 117 | Фетинино            | деревня | 23               | Миньковское               |
| 118 | Харино              | деревня | 39               | Тимановское               |
| 119 | Холм                | деревня | 48               | Тимановское               |
| 120 | Челищево            | деревня | 37               | Рослятинское              |
| 121 | Чупино              | деревня | ↘23              | Тимановское               |
| 122 | Шилово              | деревня | 4                | Миньковское               |
| 123 | Шонорово            | деревня | 10               | Рослятинское              |
| 124 | Юркино              | деревня | 119              | Миньковское               |
| 125 | Юрманга             | посёлок | 469              | Бабушкинское              |

### Упразднённые населённые пункты
В 2020 году упразднены деревни Гарёвка, Пестериха, Третница, Шипуново, Антоново, Дьяково, Княжево, Бережок, Веретея, Заломье, Малышево, хутор Игрово, а также посёлок Кордон, на уровне административно-территориального устройства относящийся к Грязовецкому району.
В 2023 году упразднены деревни Зубариха, Павлово и Погорелово.
Также ранее были упразднены: деревни Акинницы, Александровка, Амелюхино, Барышово, Бор, Вагоново, Васильево, Верхолямино, Виноградово, Высокая (Великодворский с/с), Высокая (Демьяновский с/с), Высокая (Жубрининский с/с), Гледнево, Глинки, Горбуново, Горелое, Дмитрово, Доры, Елифаново, Ерышова Поляна, Жаровка, Звозский Починок, Зименка, Калинино, Камешница, Карево, Карелка, Кленовая, Климово, Княжево, Красавино (Введенский с/с), Красавино (Косиковский с/с), Красавино (Рослятинский с/с), Крюково, Куваево, Лабазная, Липовка, Литомино, Лукино, Лычная, Малиновка, Малухино, Межа, Метличная, Мостовица, Нигино, Новая Веретья, Оленики, Опалиха, Орехово, Павлово (Миньковский с/с), Павлово (Рослятинский с/с), Панкратово, Парково, Пестово, Плехово, Полюг, Починок, Пупин Починок, Пустошь, Раслово, Рубеж, Рыжово, Рыстюг, Самородка, Семёновская, Сивеж, Слободка (Великодворский с/с), Слободка (Демьяновский с/с), Соколово (Демьяновский с/с), Соколово (Суминский с/с), Сосновка, Средниково, Стрелица, Стуково, Ступнево, Сысоево, Сяменжево, Татарка, Титово, Тихое, Турцево, Улка, Усадьба, Фетино, Филина Веретья, Фролово, Хвастово, Шабаново, Ямная, Ярышево, посёлки Митюг, Надречный, Обирково, Потапенок, починки Алексеевский, Валоватка, Васильево, Васильки, Гавриловский, Дороватка, Зелёная Дубрава, Ивановский 1-й, Ивановский 2-й, Ильинский, Ильинское, Ключи, Комарово (Крутецкий с/с), Комарово (Рослятинский с/с), Красная Звезда, Новая Жизнь, Новопавлово, Новосёлово, Павловский, Платоново, Серпики, Советская Жизнь, Согласие, Сосновая Роща, Тарасово, Ульяново, село Погост и хутора Бачерики, Бродовка, Гаврилово, Диковинка, Дмитриево, Захарово, Иваново (Кулибаровский с/с), Иваново (Рослятинский с/с), Ивановский Починок, Кептурский Починок, Корешково, Красавино (Великодворский с/с), Красавино (Кулибаровский с/с), Красавино (Харинский с/с), Лабазник, Лаптево, Леменжаково, Лычное, Маслово, Нижний Митюг, Николаево, Новое Пожарище, Осипово, Паново, Попово, Романовский, Сарафаново, Смелый, Увальский, Уют, Хлупино.

## Транспорт

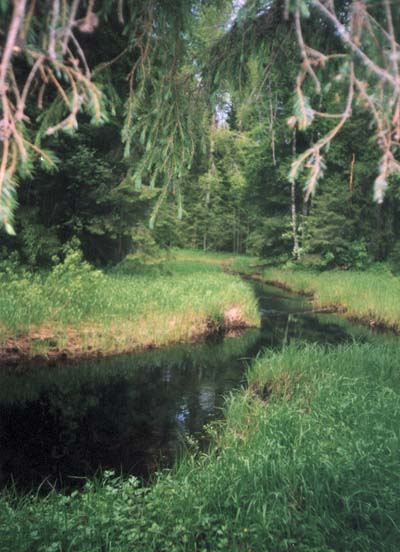
Река Пурсонга. Бабушкинский район.

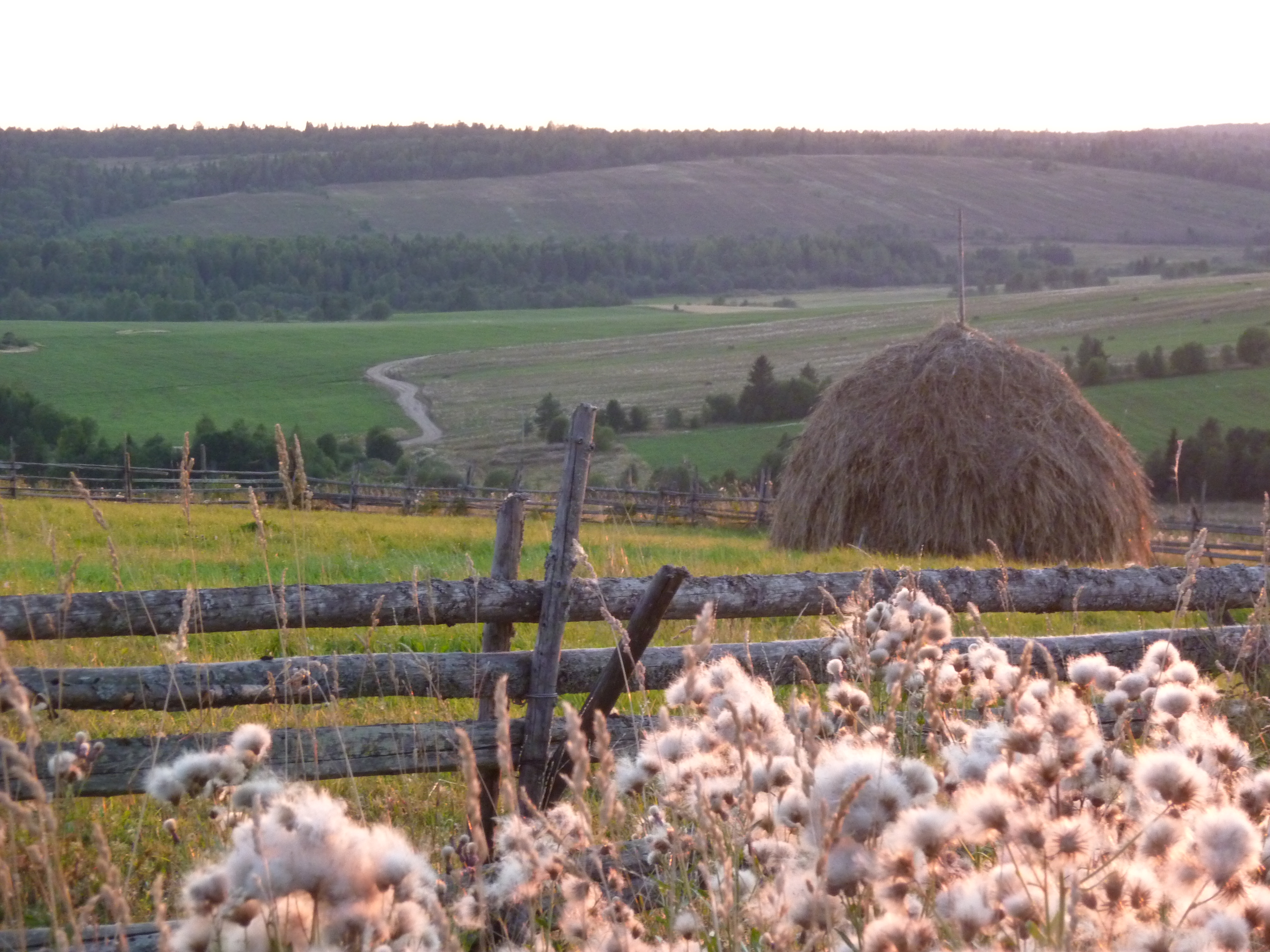
На Исаковой горе

Через район проходит автодорога Р7.
Имеется автовокзал и регулярное межрайонное и внутрирайонное сообщение по маршрутам:
- Бабушкино — Вологда
- Бабушкино — Тотьма
- Бабушкино — Логдуз (ежедневно в 16.10)
- Бабушкино — Васильево
- Бабушкино — Зайчики
- Бабушкино — Демьяновский Погост.

Кроме того, через Бабушкино проходят транзитом автобусные маршруты:
- Вологда — Никольск
- Вологда — Кичменгский Городок
- Череповец — Никольск

Железнодорожные станции: Юза, Кунож (находятся на Монзенской железной дороге). Монзенская железная дорога используется в основном для вывоза леса, пассажирского движения на ней в пределах района нет (по состоянию на 2007 год).
До начала 1990-х годов осуществлялось авиационное сообщение по маршрутам:
- Вологда — Село имени Бабушкина
- Вологда — Рослятино
- Вологда — Фетинино (около Аниково).

Рейсы осуществлялись самолётами Ан-2.

## Экономика
Основные сферы занятости населения — исторически сложившиеся сельскохозяйственные и лесохимические промыслы. «Соляное» прошлое района способно оказывать влияние и на его будущее. Ещё в 1841 году здесь были устроены первые лечебные ванны. Целебные свойства подземных вод в будущем могут стать основой для создания в этих краях новых бальнеологических санаториев и курортов.

## Люди, связанные с районом
- Беляев, Павел Иванович — уроженец деревни Челищево, космонавт, совершивший 10 марта 1965 года полёт вместе с Алексеем Леоновым на корабле «Восход-2».
- Левашев, Алексей Фёдорович (1900—1942) — советский военный деятель, Генерал-майор (1942 год).